# Territoris ucraïnesos ocupats per Rússia

Regions i ciutats ocupades per Rússia

Els territoris ucraïnesos ocupats per Rússia es componen de parts del sud i l'est d'Ucraïna que estan sota control rus com a resultat de la guerra russo-ucraïnesa i la invasió russa d'Ucraïna. La legislació ucraïnesa els considera «territoris ocupats temporalment». A febrer del 2025 representaven una cinquena part del territori d'Ucraïna i tenien uns 3,5 milions d'habitants (contra 6 milions abans de l'esclat de la guerra). L'Oficina de l'Alt Comissariat de les Nacions Unides per als Drets Humans i altres entitats han alertat que Rússia comet greus violacions dels drets humans als territoris que ocupa a Ucraïna, com ara detencions arbitràries, desaparicions forçoses, tortures, repressió de protestes pacífiques i la llibertat d'expressió, russificació forçosa, passaportització, adoctrinament d'infants i supressió de la llengua i cultura ucraïneses.
L'ocupació es remunta a la invasió i annexió russa de Crimea a principis del 2014 i la conquesta del Donbàs en la guerra a l'est d'Ucraïna. Rússia emprengué una invasió a gran escala el febrer del 2022. Tanmateix, la ferocitat de la resistència ucraïnesa i un cúmul de problemes logístics, com ara el comboi rus de Kíiv, obligaren les Forces Armades de Rússia a evacuar el nord d'Ucraïna a principis d'abril. Al setembre, els ucraïnesos llançaren la contraofensiva de Khàrkiv i alliberaren la major part de l'óblast. Una altra contraofensiva al sud del país conduí a l'alliberament de Kherson al novembre.
El 30 de setembre del 2022, Rússia anuncià l'annexió de les óblasts de Donetsk, Kherson, Luhansk i Zaporíjia malgrat que només controlava parcialment aquests territoris. L'Assemblea General de les Nacions Unides aprovà una resolució que condemnava l'annexió com un acte il·legal i reiterava el dret a la integritat territorial d'Ucraïna.
Ucraïna reclama la retirada de les tropes russes dels territoris ocupats com a condició de pau, mentre que Rússia exigeix conservar totes les terres que ha ocupat, juntament amb les parts de les óblasts annexades que encara no controla. Diversos analistes occidentals han avisat que permetre que Rússia se surti amb la seva equivaldria a «recompensar l'agressor i castigar l'agredit» i animaria Rússia a fer nous intents d'ampliar les seves fronteres.